# Stephen Gogolev
Stephen Gogolev (ur. 22 grudnia 2004 w Toronto) – kanadyjski łyżwiarz figurowy pochodzenia rosyjskiego, startujący w konkurencji solistów. Zwycięzca finału Junior Grand Prix (2018), medalista zawodów z cyklu Challenger Series, mistrz Kanady juniorów (2017) oraz wicemistrz Kanady seniorów (2019).
W 2018 roku Gogolev został jednym z najmłodszych łyżwiarzy figurowych wykonujących poczwórne skoki (lutz, toe loop, salchow).

## Osiągnięcia
| Zawody                                | 14–15          | 15–16          | 16–17          | 17–18          | 18–19          | 19–20          | 20–21          | 21–22          | 22–23          | 23–24          |                |                |                |                |                |                |                |                |
| Międzynarodowe                        | Międzynarodowe | Międzynarodowe | Międzynarodowe | Międzynarodowe | Międzynarodowe | Międzynarodowe | Międzynarodowe | Międzynarodowe | Międzynarodowe | Międzynarodowe | Międzynarodowe | Międzynarodowe | Międzynarodowe | Międzynarodowe | Międzynarodowe | Międzynarodowe | Międzynarodowe | Międzynarodowe |
| ------------------------------------- | -------------- | -------------- | -------------- | -------------- | -------------- | -------------- | -------------- | -------------- | -------------- | -------------- | -------------- | -------------- | -------------- | -------------- | -------------- | -------------- | -------------- | -------------- |
| GP Grand Prix de France               |                |                |                |                |                |                |                |                |                | 7              |                |                |                |                |                |                |                |                |
| GP NHK Trophy                         |                |                |                |                |                |                |                |                | 8              |                |                |                |                |                |                |                |                |                |
| GP Skate America                      |                |                |                |                |                |                |                |                |                | 11             |                |                |                |                |                |                |                |                |
| GP Skate Canada International         |                |                |                |                |                |                |                |                | 7              |                |                |                |                |                |                |                |                |                |
| CS Autumn Classic International       |                |                |                |                |                |                |                |                |                | 3              |                |                |                |                |                |                |                |                |
| CS Warsaw Cup                         |                |                |                |                |                |                |                | 11             |                |                |                |                |                |                |                |                |                |                |
| Międzynarodowe: Kategorie młodzieżowe |                |                |                |                |                |                |                |                |                |                |                |                |                |                |                |                |                |                |
| Mistrzostwa świata juniorów           |                |                |                |                | 5              | 17             |                |                |                |                |                |                |                |                |                |                |                |                |
| JGP Finał                             |                |                |                |                | 1              |                |                |                |                |                |                |                |                |                |                |                |                |                |
| JGP w Kanadzie                        |                |                |                |                | 5              |                |                |                |                |                |                |                |                |                |                |                |                |                |
| JGP na Słowacji                       |                |                |                |                | 1              |                |                |                |                |                |                |                |                |                |                |                |                |                |
| JGP w Stanach Zjednoczonych           |                |                |                |                |                | 2              |                |                |                |                |                |                |                |                |                |                |                |                |
| JGP w Chorwacji                       |                |                |                |                |                | 5              |                |                |                |                |                |                |                |                |                |                |                |                |
| Bavarian Open                         |                |                | 1 N            |                |                | 1 J            |                |                |                |                |                |                |                |                |                |                |                |                |
| Coupe du Printemps                    |                | 1 N            |                |                |                |                |                |                |                |                |                |                |                |                |                |                |                |                |
| Krajowe                               |                |                |                |                |                |                |                |                |                |                |                |                |                |                |                |                |                |                |
| Mistrzostwa Kanady                    |                | 1 N            | 1 J            | 10             | 2              | WD             | C              | WD             | 4              |                |                |                |                |                |                |                |                |                |
| Canada Games                          | 1 P            |                |                |                |                |                |                |                |                |                |                |                |                |                |                |                |                |                |
| Skate Canada Challenge                | 1 P            | 1 N            | 1 J            | 4              |                |                |                |                |                |                |                |                |                |                |                |                |                |                |

## Programy
| Sezon   | Program krótki (SP)                                                                                               | Program dowolny (FS) |
| ------- | --- | --- |
| 2022–23 | - Dream State – Son Lux choreografia: Shae-Lynn Bourne                                                            | - Spartakus – Aram Chaczaturian choreografia: Nadjeżda Kanajewa                                                               |
| 2021–22 | - Repeat After Me – Armin van Buuren, Dimitri Vegas & Like Mike, W&W choreografia: Shae-Lynn Bourne               | - The Rhythm of the Heat – Peter Gabriel - Darkness – Peter Gabriel - Red Rain – Peter Gabriel choreografia: Shae-Lynn Bourne |
| 2020–21 | - Repeat After Me – Armin van Buuren, Dimitri Vegas & Like Mike, W&W choreografia: Shae-Lynn Bourne               | - The Rhythm of the Heat – Peter Gabriel - Darkness – Peter Gabriel - Red Rain – Peter Gabriel choreografia: Shae-Lynn Bourne |
| 2019–20 | - Grand Waltz (z Aniuta) – V. Gavrilin - Russian Sailor's Dance – Reinhold Glière choreografia: Nadjeżda Kanajewa | - The Rhythm of the Heat – Peter Gabriel - Darkness – Peter Gabriel - Red Rain – Peter Gabriel choreografia: Shae-Lynn Bourne |
| 2018–19 | - Run Boy Run – Woodkid choreografia: Mary Angela Larmer                                                          | - Sherlock Holmes medley – Hans Zimmer choreografia: David Wilson                                                             |